# Sebastian Eriksson
Sebastian Eriksson (Åsebro, Suecia, 31 de enero de 1989) es un futbolista sueco que juega como centrocampista en el IFK Göteborg de la Allsvenskan.

## Selección nacional
Ha sido internacional con la selección de fútbol de Suecia; donde hasta ahora, ha jugado 7 partidos internacionales por dicho seleccionado.

## Clubes
| Club                     | País   | Año       |
| ------------------------ | ------ | --------- |
| IFK Göteborg             | Suecia | 2009-2012 |
| Cagliari Calcio (cedido) | Italia | 2011-2012 |
| Cagliari Calcio          | Italia | 2012-2015 |
| IFK Göteborg (cedido)    | Suecia | 2015      |
| IFK Göteborg             | Suecia | 2015-2018 |
| Panetolikos              | Grecia | 2018-2019 |
| IFK Göteborg             | Suecia | 2019-2020 |
| Genoa C. F. C.           | Italia | 2020      |
| IFK Göteborg             | Suecia | 2020-     |